# Песня Гессена
Песня Гессена (нем. Hessenlied) — официальный гимн немецкой федеральной земли Гессен.

## История
Песня Гессена была написана при императоре Вильгельме I (1871—1888). Автор текста — Карл Презер (1828—1910), композитор — Альбрехт Бреде (1834—1920).
Изначально не являлась официальным гимном Гессана, эту роль играли гимн Великого герцогства Гессен и, в прусской части земли, гимн королевства Пруссия.
Песня Гессена получила распространение после падения монархии и основания Народного государства Гессен, когда была включена в школьную программу. После прихода к власти Гитлера песня вышла из употребления как не соответствующая нацистской идеологии.
В 1951 году премьер-министр Гессена Георг-Август Цинн сделал эту песню официальным гимном земли Гессен.

## Текст
| Оригинальный текст | Русский перевод |
| --- | --- |
| 1. Ich kenne ein Land, so reich und so schön, voll goldener Ähren die Felder. Dort grünen im Tal bis zu sonnigen Höh’n viel dunkele, duftige Wälder. Dort hab’ ich als Kind an der Mutter Hand in Blüten und Blumen gesessen. Ich grüß’ dich, du Heimat, du herrliches Land. Herz Deutschlands, mein blühendes Hessenland.    | 1. Я знаю землю, столь богатую и прекрасную, полную золотых колосьев кукурузы. Там зелень в долине солнечной, Там много темных, душистых лесов. Там в детстве я сидел у матери на руках посреди цветов. Приветствую тебя, родина, славная земля, сердце Германии, мой цветущий Гессен! |
| 2. Vom Main bis zur Weser, Werra und Lahn ein Land voller blühender Auen, dort glänzen die Städte, die wir alle sahn, sind herrlich im Lichte zu schauen. Dort hab ich als Kind an der Mutter Hand in Blüten und Blumen gesessen. Ich grüß dich, du Heimat, du herrliches Land. Herz Deutschlands, mein blühendes Hessenland. | 2. От Майна до Везера, Верра и Лан, страна цветущих лугов, там сияют города, которые мы все видели, и которые славны при свете. Там в детстве я сидел у матери на руках посреди цветов. Приветствую тебя, родина, славная земля. сердце Германии, мой цветущий Гессен!                 |